# A New Brain
A New Brain è un musical con musiche e versi di William Finn e libretto di Finn e James Lapine, debuttato nell'Off Broadway nel 1998. Il musical tratta un tema molto vicino al suo compositore, che come il protagonista ha sofferto di malformazione artero-venosa. Lo spettacolo ha vinto l'Outer Critics Circle Award per il miglior nuovo musical.

## Trama
Il giovane compositore Gordon Schwinn deve scrivere velocemente una canzone sulla primavera per lo spettacolo per bambini di Mr. Bungee. In una pausa dal lavoro, Gordon va al ristorante con la sua amica Rhoda, ma durante il pranzo sviene; viene ricoverato con urgenza ed informato della propria situazione: soffre di una malformazione artero-venosa e se non si sottoporrà ad un'operazione potrebbe anche morire.
Mentre si trova in ospedale, Gordon riceve le visite della madre, di Rhoda e del fidanzato Roger e ha modo di affrontare la sua peggior paura: morire senza aver scritto qualcosa di importante. Dopo l'operazione, Gordon cade in coma e diventa protagonista di un musical i cui personaggi sono le persone della sua vita. Alla fine, Gordon si risveglia dal coma e viene accolto da Roger: ora è in grado di apprezzare maggiormente le persone che lo amano e di scrivere finalmente una grande canzone.

## Brani musicali
- "Frogs Have So Much Spring Within Them" (The Spring Song)
- "Calamari"
- "911 Emergency/ I Have So Many Songs"
- "Heart and Music"
- "Trouble in His Brain"
- "Mother's Gonna Make Things Fine"
- "Be Polite"
- "I'd Rather Be Sailing"
- "Family History"
- "Gordo's Law of Genetics"
- "And They're Off"
- "Roger Has Arrived"
- "Just Go"
- "Poor, Unsuccessful and Fat"
- "Sitting Becalmed in the Lee of Cuttyhunk"
- "Craniotomy"
- "Invitation to Sleep in My Arms"
- "Change"
- "Yes"
- "In the Middle of the Room"
- "Throw It Out"
- "Really Lousy Day in the Universe"
- "Brain Dead"
- "Whenever I Dream"
- "Eating Myself Up Alive"
- "Music Still Plays On"
- "Don't Give In"
- "You Boys Are Gonna Get Me in Such Trouble/ Sailing (reprise)"
- "Homeless Lady's Revenge"
- "Time"
- "Time and Music"
- "I Feel So Much Spring"